# موقع النمط
موقع النمط في الجيولوجيا هو موقع جغرافي يحوي على أنماط خاصة من الصخور أو الطبقات الصخرية أو معادن، ونتيجة اكتشاف تلك التشكيلات الجيولوجية فيه لأول مرة يصبح موضعاً نموذجياً لها.
إن كانت الصخور الموجودة في الموقع على هيئة طبقات، تعرف حينها باسم الطراز الطبقي، ولكن إن كانت الصخور المرجعية غير مطبقة يكون الحديث عن موقع النمط.

## أمثلة
من الأمثلة على مواقع النمط: كل من
- جزر بونين في اليابان لنمط صخور بونينيت.[3]
- نهر كوماتي في جنوب إفريقيا لنمط صخور كوماتييت.[4]
- قرية إتربي في السويد لمعدن إتربيت.[5]